# دیوید باربونا
دیوید باربونا (انگلیسی: David Barbona؛ زادهٔ ۲۲ فوریهٔ ۱۹۹۵) بازیکن فوتبال اهل آرژانتین است.
از باشگاه‌هایی که در آن بازی کرده‌است می‌توان به باشگاه فوتبال استودیانتس اشاره کرد.